# Hóa học xanh
Hóa học xanh, hay còn gọi là hóa học bền vững, là một ngành hóa học và kỹ thuật khuyến khích việc thiết kế các sản phẩm và quá trình giảm thiểu việc sử dụng và tạo ra các chất độc hại. Hóa học xanh tìm cách giảm thiểu và ngăn ngừa ô nhiễm tại nguồn của nó.
Năm 1990, các Đạo luật phòng chống ô nhiễm đã được thông qua tại Hoa Kỳ. Hành động này đã giúp tạo ra một cách xử lý ô nhiễm độc đáo và sáng tạo. Nó nhằm mục đích ngăn chặn các vấn đề trước khi chúng xảy ra.
Như một triết lý hóa học, hóa học xanh áp dụng cho hóa hữu cơ, hóa học vô cơ, hóa sinh, hóa phân tích, và thậm chí hóa học vật lý. Trọng tâm là giảm thiểu các nguy cơ và tối đa hóa hiệu quả của sự lựa chọn bất kỳ hóa chất sử dụng. Điểm phân biệt hóa học xanh với hóa học môi trường là hóa học môi trường tập trung vào các hiện tượng hóa học trong môi trường.
Giải Nobel Hoá học năm 2005 được trao cho 3 nhà khoa học Robert H. Grubbs và Richard R. Schrock đến từ Mỹ, cùng Yves Chauvin đến từ Pháp, nhờ việc tìm ra cách làm giảm chất thải độc hại khi tạo ra các hoá chất mới, giảm thiểu chất thải độc hại bằng một quá trình sản xuất thông minh hơn. Họ đã phát triển ra phương pháp hoán vị trong quá trình tạo ra các phân tử hữu cơ mới.

## Các nguyên tắc cơ bản
Trong cuốn sách xuất bản vào năm 1998 mang tựa đề Ngành hóa chất xanh: Lý thuyết và thực tiễn (Nhà Xuất bản Đại học Oxford), Paul Anastas và John Warner đã đưa ra 12 nguyên tắc như một lộ trình cho các nhà hóa học trong việc thực hiện hóa chất xanh.
1. Phòng tránh: Tốt nhất là phòng tránh sự phát sinh của chất thải hơn là xử lý hay làm sạch chúng.
2. Tính kinh tế: Các phương pháp tổng hợp phải được thiết kế sao cho các nguyên liệu tham gia vào quá trình tổng hợp có mặt tới mức tối đa trong sản phẩm cuối cùng.
3. Phương pháp tổng hợp ít nguy hại: Các phương pháp tổng hợp được thiết kế nhằm sử dụng và tái sinh các chất ít hoặc không gây nguy hại tới sức khỏe con người và cộng đồng.
4. Hóa chất an toàn hơn: Sản phẩm hóa chất được thiết kế, tính toán sao cho có thể đồng thời thực hiện được chức năng đòi hỏi của sản phẩm nhưng lại giảm thiểu được tính độc hại.
5. Dung môi và các chất phụ trợ an toàn hơn: Trong mọi trường hợp có thể nên dùng các dung môi, các chất tham gia vào quá trình tách và các chất phụ trợ khác không có tính độc hại.
6. Thiết kế nhằm sử dụng hiệu quả năng lượng: Các phương pháp tổng hợp được tính toán sao cho năng lượng sử dụng cho các quá trình hóa học ở mức thấp nhất. Nếu như có thể, phương pháp tổng hợp nên được tiến hành ở nhiệt độ và áp suất bình thường.
7. Sử dụng nguyên liệu có thể tái sinh: Nguyên liệu dùng cho các quá trình hóa học có thể tái sử dụng thay cho việc loại bỏ.
8. Giảm thiểu dẫn xuất: Vì các quá trình tổng hợp dẫn xuất đòi hỏi thêm các hóa chất khác và thường tạo thêm chất thải.
9. Xúc tác: Tác nhân xúc tác nên dùng ở mức cao hơn so với đương lượng các chất phản ứng.
10. Tính toán, thiết kế để sản phẩm có thể phân hủy sau sử dụng: Các sản phẩm hóa chất được tính toán và thiết kế sao cho khi thải bỏ chúng có thể bị phân huỷ trong môi trường.
11. Phân tích thời gian hữu ích để ngăn ngừa ô nhiễm: Phát triển các phương pháp phân tích cho phép quan sát và kiểm soát việc tạo thành các chất thải nguy hại.
12. Hóa học an toàn hơn để đề phòng các sự cố: Các hợp chất và quá trình tạo thành các hợp chất sử dụng trong các quá trình hóa học cần được chọn lựa sao cho có thể hạn chế tới mức thấp nhất mối nguy hiểm có thể xảy ra do các tai nạn, kể cả việc thải bỏ, nổ hay cháy, hóa chất.

## Các phương pháp hóa học xanh
Có nhiều phương pháp để "xanh hóa" những công nghệ hóa học. Những phương pháp này có thể thực hiện riêng lẻ hay phối hợp trong các quy trình của công nghệ hóa học, nhằm mục tiêu làm tăng hiệu suất và giảm lượng thải độc hại.
- Xúc tác xanh
- Dung môi xanh
- Phương pháp vi sóng–siêu âm
- Vi bình phản ứng (micro reactor)